# Anextiomaro
Anextiomaro è un epiteto celtico del dio del sole Apollo che si trova in un'iscrizione romano-britannica a South Shields, Inghilterra. La forma è una variante di Anextlomaro "Gran Protettore", un modello divino o un nome attestato in un frammento gallico-romano originario di Le Mans, Francia. "Anextlomaro" compare inoltre come patronimico maschile a Langres, e il genere femminile Anextlomara appare in altre due dediche gallico-romane ad Avenches, Svizzera.